# KNN 초대석
《KNN 초대석》은 대한민국 부산광역시·경상남도의 민영방송사 KNN의 라디오 KNN 러브FM(부산 FM 105.7MHz, 양산 88.5MHz, 기장/정관 89.3MHz, 창원/김해/거제 90.9MHz)에서 방송되고 있는 라디오 프로그램이다.